# Grand-mère Kalle
Pour l’article homonyme, voir Kalle (Norvège).
Grand-mère Kalle ou Kal est un personnage légendaire de l'île de La Réunion, département d'outre-mer français dans le sud-ouest de l'océan Indien. Vieille femme, elle apparaît aux allures de sorcière dans les contes réunionnais ainsi que dans la littérature d'enfance et de jeunesse réunionnaise. Personnage associé à l'esclavage, elle investit différentes légendes selon les lieux à la Réunion.

## Invention du personnage
À l'origine, Grand-mère Kal était invoquée surtout dans contes réunionnais pour petits blancs (les « zistwar »), comme légende obscure et maléfique qui oppose le mythe terrifiant des noirs marrons sanguinaires à celui de la croisade des chasseurs blancs, depuis le temps de l'esclavage. Elle donna lieu à plusieurs interprétations et mythes, l'une lui donnant une origine malgache.
Pour l'écrivain Daniel Honoré, Granmèrkal est « Le symbole de l'imaginaire réunionnais ».

## Légendes
Grand-Mère Kala est contée diversement :
- L'histoire retrace la légende à une esclave au nom de Kala (ou Kalla), qui remonterait à une origine malgache (ou du peuple xhosa en Afrique du Sud) entre le XIXe  et le début du  XXe siècle. Arrivée à la Réunion en tant qu'esclave (puis employée) à Mahavel dans le Sud de l’île, elle s'est mariée avec un autre esclave (sûrement après l'abolition de l'esclavage) dont elle a eu plusieurs enfants, et autant d'autres de son patron. Préférant rester esclave que partir à l'inconnu avec d'autres esclaves pour s'échapper des tristes conditions de travail (et devenir marron), elle fut prise pour traitresse et tuée par les marrons, puis selon l'usage son corps fut brulé et jeté au « Trou aux esclaves » (ou Trou de feu à Saint-Gilles les Hauts)[4]. Cette histoire semble avoir inspiré diverses légendes, faisant de Kala la Grand-mère Kalle qui servit l'imaginaire réunionnais, sous divers traits et adressant les peurs, notamment dans le Sud de l'ile, à Grand-Bassin, où elle est associée à la Timise; à L'Étang-Salé; au Piton de la Fournaise (le volcan actif de l'île), ou elle habite et côtoie souvent Grand Diable, qui est parfois son époux.
- Dans sa jeunesse Grand-mère Kal fut une esclave prénommée Kalla, une belle femme ensorcelante au point que Zelindor, esclave marron chef d'une République noire, en fit sa femme. Elle n'était pas appréciée des esclaves marrons puisque, esclave d'intérieur, elle bénéficiait de la confiance de sa jeune maîtresse dont elle était la confidente. On lui attribue la dénonciation de l'esclave marron Zelindor, lorsque celui-ci, par mégarde, enleva sa maîtresse à sa place. Son âme, d'abord errante puisque dit-on ses os gisaient au fond d'un gouffre vers L'Étang-Salé, ne retrouva le repos que lorsque la descendante de sa maîtresse réalisa la promesse de son aïeule en lui donnant une sépulture.
- Grand-Mère Kalle était une méchante propriétaire connue pour maltraiter et mépriser ses esclaves. Elle se fait empoisonner par un esclave rebelle qui réussit ainsi à s’enfuir avec ses compagnons qui vécurent heureux dans le cirque de Mafate. Elle se transforme en grand oiseau noir et depuis, on raconte encore que son cri sinistre annonce un malheur imminent. Etant méchante propriétaire, Kalla fut ainsi associée à madame Desbassayns, dont le fantôme hanterait la côte ouest de l'île. Les éruptions du volcan du Piton de la Fournaise seraient en fait ses supplications, son âme expiant ses péchés dans son cratère.
- Kalla apparait parfois au contraire comme une esclave dévouée et mère protectrice. Folle de chagrin à la disparition de son fils, elle se jette dans les flots déchirants de l’océan. Depuis, à l’approche d’un malheur, un oiseau prévient les habitants en poussant un cri lugubre.
- On attribue souvent à Grand-mère Kalle une sorte d'oiseau de compagnie, le « Bébète tout », ou la créature surnaturelle Timise qui est inspirée de l'oiseau Fouquet (Pétrel noir de Bourbon) aux cris très particuliers[5]. La Timise peut incarner Grand mère Kalle elle-même, et de ses cris sinistres annoncent dangers, ou malheur et mort prochaine.
- La légende se décline en 'épouvantail' pour rendre sages les enfants, ou quand ils refusent de s'endormir: on leur raconte que Grand-mère Kalle (ou la Timise) enlève les enfants de préférence à la tombée de la nuit (six heures du soir) et les jette dans la ravine où son petit-fils se serait noyé, pour lui tenir compagnie.
- Fin des années 70, un homme pauvre décide d'habiter dans le "Trou de feu" à Saint-Gilles les Hauts, il rencontre alors une jolie dame, mais en approchant, il finit par voir une très vieille dame. Il s'agit de Kala qui dépêcha les condamnés à le poursuivre. L'homme effrayé, en fuite, finit par mourir et rejoindre les "prisonniers des hauts", son corps se volatilisant sans raison particulière. Autre version: un jour un homme et son fils, un fermier Yab (créole blancs), vont voir le fameux "Trou de feu". Kala apparaît, l'homme et son fils courrent et réussissent à rejoindre la ville. L'homme décide de l'appeler "Granmoun des Hauts", après ça son nom devient "Madame Kalalle des Hauts", et aujourd'hui sur le nom de "Gran Mer Kal/Kalle".

## Le jeu
Un jeu du type chat ou chat perché est associé à la légende. Un enfant est désigné pour être grand-mère Kalle, il se vêt d'un grand châle, qu'il met sur sa tête. Les autres enfants participant lui demandent : « Grand-mère Kalle, quelle heure i lé? » et Grand-mère Kalle de répondre une heure de son choix, etqu'il n'est pas très tard, etc. Lorsque Grand-mère Kalle dit « minuit », elle se rue sur le premier téméraire. S'il est touché, celui-ci devient Grand-mère Kalle à son tour.

## Culture

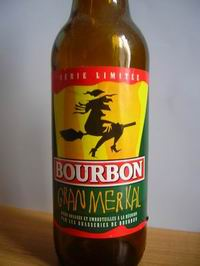
Bouteille de GranMerkal

Célèbre brasserie de l'île de la Réunion, les Brasseries de Bourbon ont produit en quantité limitée une bière nommée Gran Merkal en référence au personnage légendaire.
Le groupe musical réunionnais Ziskakan a composé une chanson sur le personnage de Grand mère Kalle, une autre sur l'esclave marron Kala.
La compagnie Baba Sifon a créé en 2017 le spectacle Kala, qui interroge l'identité de la femme réunionnaise à travers ce mythe.
Ces dernières décennies, Grand mère Kalle a resurgi de la mémoire collective grâce aux « rakontër zistwar » (conteurs). Afin de contrer l'influence de la fête d'Halloween dans l'île, la ville de Saint-Paul a créé une animation à cette période, le Festikal. Cependant, dans la légende, Grand Mère Kalle ne possède pas les attributs européens d'une sorcière : ni balai, ni chapeau, ni nez crochu.
« La Nuit de Kal » est un festival de rock métal ayant lieu chaque année à La Réunion durant la période d’Halloween.
Norma Bell s'est grimé en Grand-Mère Kall lors d'un épisode de la saison 3 de Drag Race France